# West Indies Cricket Team in England in der Saison 2009
Die Tour des West Indies Cricket Team nach England in der Saison 2009 fand vom 6. bis zum 26. Mai statt. Die internationale Cricket-Tour war Teil der internationalen Cricket-Saison 2009 und umfasste zwei Test Matches und drei ODIs. England gewann sowohl die Testserie als auch die ODI-Serie 2-0.

## Vorgeschichte
Ursprünglich war zu diesem Zeitraum eine Tour gegen Simbabwe für England vorgesehen. Da die britische Regierung jedoch die diplomatischen Verbindungen zu diesem Land gelöst hatte, wurde die Tour abgesagt. Als Ersatz war dann eine Tour gegen Sri Lanka vorgesehen, deren Spieler jedoch vorzogen in der Indian Premier League 2009 zu spielen. Die West Indies, die letztendlich als Ersatz präsentiert wurden, spielten zuletzt daheim gegen England im Februar des Jahres.

## Stadien
Die folgenden Stadien wurden für die Tour als Austragungsort vorgesehen und am 3. Dezember 2008 festgelegt.
| Stadion                  | Stadt             | Kapazität | Spiele  |
| ------------------------ | ----------------- | --------- | ------- |
| Edgbaston Cricket Ground | Birmingham        | 24.803    | 3. ODI  |
| Bristol County Ground    | Bristol           | 17.500    | 2. ODI  |
| Emirates Durham          | Chester-le-Street | 17.000    | 2. Test |
| Headingley Stadium       | Leeds             | 17.000    | 1. ODI  |
| Lord’s Cricket Ground    | London            | 30.000    | 1. Test |

## Kaderlisten
Die West Indies benannten ihren Test-Kader am 7. April, und ihren ODI-Kader am 22. April 2009. England benannte seinen Test-Kader am 29. April, seinen ODI-Kader am 1. Mai 2009.
| Test | Test | ODI | ODI |
| England | West Indies | England | West Indies |
| --- | --- | --- | --- |
| - Andrew Strauss (K) - James Anderson - Ian Bell - Ravi Bopara - Tim Bresnan - Stuart Broad - Paul Collingwood - Alastair Cook - Graham Onions - Monty Panesar - Kevin Pietersen - Matt Prior (wk) - Ryan Sidebottom - Graeme Swann | - Chris Gayle (K) - Denesh Ramdin (VK & wk) - Lionel Baker - Sulieman Benn - David Bernard - Shivnarine Chanderpaul - Narsingh Deonarine - Fidel Edwards - Brendan Nash - Nelon Pascal - Dale Richards - Andrew Richardson - Darren Sammy - Ramnaresh Sarwan - Lendl Simmons - Devon Smith - Jerome Taylor | - Andrew Strauss (K) - James Anderson - Ian Bell - Ravi Bopara - Tim Bresnan - Stuart Broad - Paul Collingwood - Dimitri Mascarenhas - Eoin Morgan - Matt Prior (wk) - Owais Shah - Ryan Sidebottom - Graeme Swann | - Chris Gayle (K) - Denesh Ramdin (VK & wk) - Lionel Baker - Sulieman Benn - Dwayne Bravo - Shivnarine Chanderpaul - Fidel Edwards - Runako Morton - Kieron Pollard - Ravi Rampaul - Darren Sammy - Ramnaresh Sarwan - Lendl Simmons - Jerome Taylor |

## Tour Matches
| 20. – 22. April Scorecard | Leicester | Leicestershire 182 (62.3) & 238-6 (91) | – | West Indians 320-6d (99.5) |
|                           |           | Remis                                  |   |                            |

| 25. – 27. April Scorecard | Chelmsford | Essex 263 (80.2) & 175-3 (47) | – | West Indians 146 (44.1) |
|                           |            | Remis                         |   |                         |

| 30. April – 3. Mai Scorecard | Derby | West Indians 203 (64) & 179 (45.1)    | – | England Lions 311 (72.5) & 72-0 (9.5) |
|                              |       | England Lions gewinnen mit 10 Wickets |   |                                       |

## Tests

### Erster Test in London
| 6. – 10. Mai Scorecard | London (Lord’s) | England 377 (111.3) & 32-0 (6.1) | – | West Indies 152 (32.3) & 256 (72.2) (f/o) |
|                        |                 | England gewinnt mit 10 Wickets   |   |                                           |

### Zweiter Test in Chester-le-Street
| 14. – 18. Mai Scorecard | Chester-le-Street | England 569-6d (147)                          | – | West Indies 310 (84.3) & 176 (44) (f/o) |
|                         |                   | England gewinnt mit einem Innings und 83 Runs |   |                                         |

## One-Day Internationals

### Erstes ODI in Leeds
| 21. Mai Scorecard | Leeds | West Indies    | – | England |
|                   |       | Spiel abgesagt |   |         |

### Zweites ODI in Bristol
| 24. Mai Scorecard | Bristol | West Indies 160 (38.3)        | – | England 161-4 (36) |
|                   |         | England gewinnt mit 6 Wickets |   |                    |

### Drittes ODI in Birmingham
| 26. Mai Scorecard | Birmingham | England 328-7 (50)          | – | West Indies 270 (49.4) |
|                   |            | England gewinnt mit 58 Runs |   |                        |

## Statistiken
Die folgenden Cricketstatistiken wurden bei dieser Tour erzielt.
| Tests            | Tests       | Tests   | Tests   | Tests   | Tests   | Tests   | Tests   | Tests   |
| Batting          | Batting     | Batting | Batting | Batting | Batting | Batting | Batting | Batting |
| Spieler          | Mannschaft  | Spiele  | Innings | Runs    | Average | HS      | 100s    | 50s     |
| ---------------- | ----------- | ------- | ------- | ------- | ------- | ------- | ------- | ------- |
| Ravi Bopara      | England     | 2       | 2       | 251     | 125,50  | 143     | 2       | 0       |
| Alastair Cook    | England     | 2       | 3       | 209     | 104,50  | 160     | 1       | 0       |
| Ramnaresh Sarwan | West Indies | 2       | 4       | 136     | 34,00   | 100     | 1       | 0       |
| Denesh Ramdin    | West Indies | 2       | 4       | 121     | 30,25   | 61      | 0       | 2       |
| Matt Prior       | England     | 2       | 2       | 105     | 52,50   | 63      | 0       | 1       |
| Bowling          |             |         |         |         |         |         |         |         |
| Spieler          | Mannschaft  | Spiele  | Overs   | Wickets | Average | BBI     | 5W      | 10W     |
| James Anderson   | England     | 2       | 64.3    | 11      | 17,72   | 5/87    | 1       | 0       |
| Graham Onions    | England     | 2       | 45.3    | 10      | 20,00   | 5/38    | 1       | 0       |
| Stuart Broad     | England     | 2       | 51.2    | 8       | 25,37   | 3/62    | 0       | 0       |
| Graeme Swann     | England     | 2       | 39      | 7       | 17,00   | 3/16    | 0       | 0       |
| Fidel Edwards    | West Indies | 2       | 54.4    | 7       | 31,00   | 6/92    | 1       | 0       |

| ODIs                   | ODIs        | ODIs    | ODIs    | ODIs    | ODIs    | ODIs    | ODIs    | ODIs    |
| Batting                | Batting     | Batting | Batting | Batting | Batting | Batting | Batting | Batting |
| Spieler                | Mannschaft  | Spiele  | Innings | Runs    | Average | HS      | 100s    | 50s     |
| ---------------------- | ----------- | ------- | ------- | ------- | ------- | ------- | ------- | ------- |
| Owais Shah             | England     | 2       | 2       | 113     | 56,50   | 75      | 0       | 1       |
| Matt Prior             | England     | 2       | 2       | 98      | 49,00   | 87      | 0       | 1       |
| Shivnarine Chanderpaul | West Indies | 2       | 2       | 95      | 47,50   | 68      | 0       | 1       |
| Ravi Bopara            | England     | 2       | 2       | 92      | 46,00   | 49      | 0       | 0       |
| Dwayne Bravo           | West Indies | 2       | 2       | 76      | 38,00   | 50      | 0       | 1       |
| Bowling                |             |         |         |         |         |         |         |         |
| Spieler                | Mannschaft  | Spiele  | Overs   | Wickets | Average | BBI     | 5W      | 10W     |
| Stuart Broad           | England     | 2       | 18.3    | 6       | 18,16   | 4/46    | 0       | 0       |
| Jerome Taylor          | West Indies | 2       | 17      | 4       | 22,00   | 3/59    | 0       | 0       |
| Paul Collingwood       | England     | 2       | 11      | 3       | 14,66   | 3/16    | 0       | 0       |
| James Anderson         | England     | 2       | 15.4    | 3       | 25,66   | 3/58    | 0       | 0       |
| Tim Bresnan            | England     | 2       | 14      | 2       | 28,00   | 1/20    | 0       | 0       |
| Graeme Swann           | England     | 2       | 16      | 2       | 32,00   | 1/26    | 0       | 0       |
| Dwayne Bravo           | West Indies | 2       | 12      | 2       | 36,50   | 1/30    | 0       | 0       |
| Kieron Pollard         | West Indies | 2       | 12      | 2       | 40,00   | 2/63    | 0       | 0       |

## Player of the Series
Als Player of the Series wurden die folgenden Spieler ausgezeichnet.
| Serie | Player of the Series      |
| ----- | ------------------------- |
| Test  | Ravi Bopara Fidel Edwards |
| ODI   | Stuart Broad              |

### Player of the Match
Als Player of the Match wurden die folgenden Spieler ausgezeichnet.
| Spiel   | Player of the Match |
| ------- | ------------------- |
| 1. Test | Graeme Swann        |
| 2. Test | James Anderson      |
| 1. ODI  | –                   |
| 2. ODI  | Paul Collingwood    |
| 3. ODI  | Matt Prior          |